# Lettre Ulysses Award
Der Lettre Ulysses Award for the Art of Reportage war ein Literaturpreis für die Kunst der Reportage, der von 2003 bis 2006 jährlich in Berlin verliehen wurde. Stifter war bis 2006 die deutsche Aventis Foundation, nachdem diese Finanzierung ausblieb, wurde seit 2007 kein Preis mehr verliehen. Die Stiftung Lettre International Award firmiert weiterhin als gemeinnützige GmbH unter Geschäftsführung von Frank Berberich, zugleich Chefredakteur und Geschäftsführer der Lettre International Verlags GmbH.
Es werden drei Preisstufen unterschieden: 1. Preis: 50.000 Dollar; 2. Preis: 30.000 Dollar; 3. Preis: 20.000 Dollar. 

## Bisherige Preisträger

### 2003
- 1. Preis: Anna Politkowskaja (Russland)
- 2. Preis: Nuruddin Farah (Somalia)
- 3. Preis: Jiang Hao (China)

Die Preisrede wurde von Ryszard Kapuściński gehalten.

### 2004
- 1. Preis: Chen Guidi & Wu Chuntao (China)
- 2. Preis: Tracy Kidder (USA)
- 3. Preis: Daniel Bergner

Die Preisrede wurde von Abdelwahab Meddeb gehalten.

### 2005
- 1. Preis: Alexandra Fuller
- 2. Preis: Abdellah Hammoudi
- 3. Preis: Riverbend (Irak)

Die Preisrede wurde von Sven Lindqvist gehalten.

### 2006
- 1. Preis: Linda Grant (Großbritannien)
- 2. Preis: Érik Orsenna (Frankreich)
- 3. Preis: Juanita León (Kolumbien)

Zu den weiteren vier Finalisten zählte der Chinese Zhou Qing.